# Григорьевка (Приморский край)
Григо́рьевка — село в Михайловском районе Приморского края, административный центр Григорьевского сельского поселения.

## География
Село Григорьевка Михайловского района стоит на левом притоке реки Абрамовка.
Село Григорьевка расположено на автотрассе Михайловка — Хороль. К востоку от села Абрамовка находится село Дальзаводское и посёлок Ярославский Хорольского района, к западу — село Новожатково.
Расстояние до районного центра Михайловка около 26 км.

## История
По переписи 1926 года село состояло из 302 хозяйств, численность населения — 1724 чел., преобладающая национальность — украинцы (в 114 хозяйствах).

## Население
| 1897 | 1900 | 1912  | 2002 | 2010 |
| ---- | ---- | ----- | ---- | ---- |
| 701  | ↗771 | ↗1339 | ↘862 | ↘729 |

## Улицы
| - ул. Зелёная, - ул. Инструментальная, - ул. Калинина, - ул. Ленина, - ул. Молодёжная, | - ул. Новая, - ул. Октябрьская, - ул. Первомайская, - ул. Пионерская, - ул. Полевая, | - ул. Советская, - ул. Совхозная, - ул. Утёсная, - ул. Шевченко. |

## Экономика
Сельскохозяйственные предприятия Михайловского района.